# Fleurat
Fleurat – miejscowość i gmina we Francji, w regionie Nowa Akwitania, w departamencie Creuse.
Według danych na rok 1990 gminę zamieszkiwało 255 osób, a gęstość zaludnienia wynosiła 21 osób/km² (wśród 747 gmin Limousin Fleurat plasuje się na 386. miejscu pod względem liczby ludności, natomiast pod względem powierzchni na miejscu 513.).